# Niklas Schmidt
Niklas Uwe Schmidt (ur. 1 marca 1998 w Kassel) – niemiecki piłkarz występujący na pozycji pomocnika we francuskim klubie Toulouse FC. Wychowanek Olympii Kassel, w trakcie swojej kariery grał także w takich zespołach, jak Werder Brema, Wehen Wiesbaden oraz VfL Osnabrück. Młodzieżowy reprezentant Niemiec.